# London Electromobile Syndicate
London Electromobile Syndicate war ein britischer Hersteller von Automobilen.

## Unternehmensgeschichte
Das Unternehmen aus London begann 1903 mit der Produktion von Automobilen. Der Markenname lautete Lems. Im gleichen Jahr endete die Produktion. Als Service- und Reparaturbetrieb existierte das Unternehmen noch bis 1905. Ein Fahrzeug dieses Herstellers ist erhalten geblieben.

## Fahrzeuge
Im Angebot stand ein leichtes vierrädriges Elektroauto. Ein Elektromotor mit 1,5 PS trieb das Fahrzeug an. Die offene Karosserie bot Platz für zwei Personen. Die Höchstgeschwindigkeit war mit 19 km/h angegeben, und die Reichweite mit 64 km.